# Gerhard Mack
Gerhard Mack (* 4. Juli 1940 in Tübingen; † 4. Mai 2023 in Hamburg) war ein deutscher theoretischer Physiker, der sich mit Quantenfeldtheorie, Elementarteilchenphysik und Gittereichtheorie befasste.

## Werdegang
Mack studierte Physik in Stuttgart, München und Princeton und wurde 1967 an der Universität Bern promoviert. Als Post-Doktorand war er am International Centre for Theoretical Physics in Triest bei Abdus Salam. Er habilitierte sich 1971 an der Universität München. 1972 wurde er außerordentlicher Professor an der Universität Bern. 1975 bis zur Emeritierung 2005 war er ordentlicher Professor am 2. Institut für Theoretische Physik der Universität Hamburg und außerdem Theoretiker am DESY.
Er war Mitglied der Akademie der Wissenschaften in Hamburg. 1974/75 war er am Institute for Advanced Study. Außerdem war er Gastwissenschaftler am Center for Theoretical Physics in Miami, am Weizmann Institute of Science in Rehovot, am Institute for Nuclear Research and Nuclear Energy in Sofia und an der Harvard University sowie an der Universität in Islamabad.
Ab den 1970er Jahren befasste er sich mit konformen Feldtheorien und Modellen zum Test von Confinement-Mechanismen, wozu er ab Ende der 1970er Jahre insbesondere Gittereichtheorien untersuchte unter anderem mit Esko Pietarinen. In den 1990er Jahren befasste er sich unter anderem mit Quantengruppen-Symmetrien und Zopfgruppen (Braid Group).
Mack befasste sich auch mit komplexen Systemen, modelliert nach Eichtheorien zum Beispiel in der Biologie.
Er veröffentlichte unter anderem mit Martin Lüscher, Kurt Symanzik und Abdus Salam (1969).
1981 erhielt er den Klung-Wilhelmy-Weberbank-Preis.

## Schriften
- Allgemeine Relativitätstheorie und Eichtheorie, Vieweg/Teubner 1991
- Herausgeber mit Arthur Jaffe, Harry Lehmann Quantum field theory: a selection of papers in memoriam Kurt Symanzik, Springer Verlag 1985
- Nonperturbative methods, in Raito, Lindfors (Herausgeber) Gauge theories in the 80s, Arctic School of Physics, Äkäslompolo/Finnland 1982, Springer Verlag, Lecture Notes in Physics, Band 181, 1983, S. 35–66
- Properties of lattice gauge theory models at low temperature in Gerard t´Hooft (Herausgeber) Recent developments in gauge theories, Plenum Press 1980
- Mack Colour screening and quark confinement, Physics Letters B, Band 78, 1978, S. 263
- Mack, Pietarinen Test of some current ideas in quark confinement physics by Monte Carlo computations for finite lattice, Phys. Letters B, Band 94, 1980, S. 387–400
- Mack, Pietarinen Monopoles, vortices and confinement, Nuclear Physics B, Band 205, 1982, 141-67
- mit Petkova Comparison of Lattice Gauge Theories with gauge groups Z2 and SU(2), Annals of Physics, Band 123, 1979, S. 442–467
- mit Volker Schomerus Quantensymmetrie in der Quantentheorie, Physikalische Blätter 1993, S. 883